# Cucha
Cucha (em uigur: كۇچار; romaniz.: Kucha; chinês tradicional: 龜茲, chinês simplificado: 龟兹, pinyin: Qiūcí; chinês tradicional: 屈支 屈茨; 龜玆; 龟兹, 丘玆) ou Cucina (em sânscrito:  Kucina) foi um antigo reino budista localizado numa variante terrestre da Rota da Seda, que seguia ao longo da fronteira norte do deserto do Taklamakan na Bacia do Tarim, e ao sul do Rio Muzate e da Cordilheira de Tian Shan. 
Esta área constitui atualmente a prefeitura de Aquesu, em Sinquião, China. Cucha é a capital do condado de Cucha. A sua população foi calculada em 1990 num número de 74 632 habitantes.

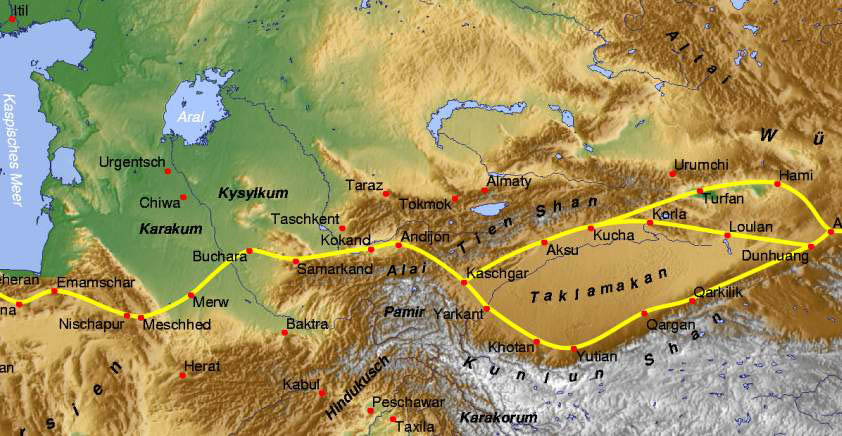
Cucha ao norte do Deserto de Taclamacã, na Rota da Seda

Na noite entre de 3 e 4 de junho de 1864, na época da Revolta Dungan, os huis daquela cidade se levantaram e receberam o apoio dos povos turcos locais. As tropas da Dinastia Chingue no local se renderam em poucos dias, entregando o controle de um forte que se localizava dentro da cidade. Prédios do governo foram queimados e cerca de mil de hãs e 150 mongóis foram mortos. Não havia uma liderança central da rebelião, e, por isso, o governo do local foi entregue a uma liderança religiosa que não havia participado da rebelião: Raxidim Coja, um dervixe que era o guardião do túmulo de Arxadim, um santo local, que teria morrido em 1364 ou em 1365. Nos três anos seguintes, Raxidim enviou expedições militares a leste e a oeste, tentando obter o controle de toda a região da Bacia do Tarim, no entanto, seus planos de expansão foram frustrados por Iacube Begue.